# Edomici
Edomici (hebr. אֱדוֹם – Edomim, od słowa adom oznaczającego „czerwony”) – starożytny lud pochodzenia zachodniosemickiego zamieszkujący Edom, położony na południe od Morza Martwego z dwóch stron rowu tektonicznego Wadi Araba, późniejszą Idumeę.
Większość informacji na temat Edomitów pochodzi z Biblii, ponieważ nie znaleziono jeszcze żadnych dokumentów edomskich. Podczas wykopalisk w pobliżu Tawilan oraz na górze Umm Biyara znaleziono jedynie kamienne rzeźby Edomitów.

## Etymologia
Słowo „Edomita”, z języka hebrajskiego אֱדוֹם – Edomim pochodzi od słowa adom – „czerwony”. Nazwa ta wzięła się najprawdopodobniej od rudego koloru włosów Ezawa, od którego wywiodło się plemię Edomitów.

## Stosunki z Izraelitami
Plemię to było spokrewnione z ludem Izraela, jednak oba narody były do siebie wrogo nastawione. Edomici odmówili przejścia przez swój Edom, gdy Izraelici prowadzeni przez Mojżesza szli z Egiptu do ziemi Kanaanu. Izraelici musieli przejść ciężką drogę przez pustynię. To wydarzenie pogłębiło wrogość między dwoma narodami, która przeradzała się często w wojnę. Następnie Edomici pomogli Babilończykom, kiedy najechali Judeę. Złupili wówczas całą Ziemię Obiecaną, dlatego prorok Abdiasz wypowiedział przeciwko nim klątwę, która miała się ziścić:

Z powodu gwałtu wobec brata twego, Jakuba, okryje cię hańba i wycięty zostaniesz na wieki. W dniu, gdy stanąłeś przeciwko niemu, w dniu, gdy wrogowie w niewolę brali jego wojska, a cudzoziemcy wkraczali w jego bramy i o Jerozolimę los rzucali – także ty byłeś jak jeden z nich. Nie ciesz się widokiem brata twego w dzień jego nieszczęścia! I nie wyśmiewaj się z synów Judy w dzień ich upadku! I nie pysznij się chełpliwymi słowami w dzień ucisku! Nie wdzieraj się w bramę ludu mojego w dzień jego klęski! Nie ciesz się także widokiem jego nieszczęścia w dzień jego klęski! I nie wyciągaj rąk po jego bogactwa w dzień jego klęski! I nie stawaj na rozstaju dróg dla wygubienia jego ocalonych! Ani nie wydawaj pozostałych z niego przy życiu w dzień ucisku! Albowiem bliski jest dzień Pański przeciwko wszystkim narodom. Jak ty czyniłeś, tak będą postępować wobec ciebie: [odpowiedzialność za] czyny twoje spadnie na twoją głowę

## Historia

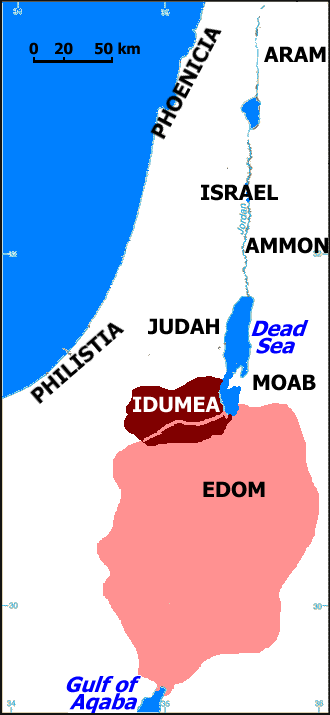
Mapa ukazująca Edom oraz Idumeę

Na przełomie XIV i XIII wieku z Pustyni Syryjskiej Edomici przybyli do południowej Palestyny, w okolicach Transjordanii.
Edomici byli blisko spokrewnieni z Izraelitami. W V wieku p.n.e. zostali wyparci ze swoich siedzib przez arabski lud Nabatejczyków i osiedlili się w części Judy, na południe od Hebronu. Ich bogiem plemiennym był Kaus (także Kos). Według Księgi Rodzaju ich protoplastą był Ezaw (sam także nazywany Edomem), wnuk patriarchy Abrahama, brat Jakuba, zwanego później Izraelem.
Ich hellenistyczna nazwa to Idumejczycy. O Idumei i zamieszkujących ją Idumejczykach mówi się zwykle po roku 332 p.n.e., to znaczy po zajęciu Syropalestyny przez Aleksandra Macedońskiego. W II wieku p.n.e. Idumejczycy zostali podbici i przymusowo nawróceni przez Hebrajczyków i od tego momentu nie stanowili już odrębnego ludu, lecz zostali przyłączeni do innych plemion.
Król żydowski Herod Wielki miał ojca Idumejczyka, a matkę Nabatejkę.
Od końca IX wieku p.n.e. Edomici znajdowali się w sferze wpływów Asyrii, a następnie Babilonii. Po zniszczeniu Jerozolimy przez Nabuchodonozora Edomici także grabili to miasto. Kolejno coraz bardziej przesiedlali się na południowy zachód i stali się jednym z zagrożeń Królestwa Izraela, nazywanego w tym czasie Państwem Północnym. Posiadali własną literaturę moralizującą. Po upadku powstania Szymona Bar-Kochby w 135 roku naszej ery Edomici osiedli się w Rzymie i zmieszali się z tutejszą populacją.

## Edomici w Biblii
Lecz Pan nie chciał zniszczyć Judy przez wzgląd na Dawida, swojego sługę, zgodnie z tym, co mu obiecał, że da pochodnię jemu i jego synom po wszystkie czasy.
Za jego [Jeroboama II] czasów Edomici wyzwolili się spod zwierzchnictwa Judy i ustanowili sobie własnego króla.

– Biblia warszawska, II Księga Królewska

I tak zyskał Dawid sławę. Gdy zaś powrócił po zwycięstwie nad Aramejczykami, pobił jeszcze Edomitów w Dolinie Solnej w liczbie osiemnastu tysięcy wojowników
I obsadził cały Edom załogami, i byli Edomici hołdownikami Dawida. Pan wspomagał Dawida we wszystkim, do czegokolwiek się zabrał.

– Biblia warszawska, II Księga Samuela

Wtedy Resin, król Aramu, i Pekach, syn Remaliasza, król izraelski, nadciągnęli pod Jeruzalem w celach wojennych i oblegli Achaza, lecz nie mogli go pokonać.
W tym to czasie Resin, król Aramu, przywrócił Edomitom zwierzchnictwo nad Elat i wypędził z Elat Judejczyków, Edomici zaś weszli do Elat i osiedlili się tam aż do dnia dzisiejszego.

– Biblia warszawska, II Księga Królewska